# Campionati europei di short track - gara maschile 1500 metri
La gara maschile 1500 metri è una delle prove disputate durante i campionati europei di short track dal 1997 ad oggi.

## Albo d'oro
| Anno | Oro                 | Argento                | Bronzo              |
| ---- | ------------------- | ---------------------- | ------------------- |
| 1997 | Mirko Vuillermin    | Bruno Loscos           | Martin Johansson    |
| 1998 | Fabio Carta         | Nicola Franceschina    | Dave Versteeg       |
| 1999 | Fabio Carta         | Nicky Gooch            | Nicola Franceschina |
| 2000 | Nicky Gooch         | Nicola Franceschina    | Michele Antonioli   |
| 2001 | Bruno Loscos        | Nicky Gooch            | Michele Antonioli   |
| 2002 | Fabio Carta         | Nicola Rodigari        | Nicola Franceschina |
| 2003 | Fabio Carta         | Michele Antonioli      | Nicola Franceschina |
| 2004 | Nicola Rodigari     | Fabio Carta            | Piter Gysel         |
| 2005 | Arian Nachbar       | Fabio Carta            | Nicola Franceschina |
| 2006 | Nicola Rodigari     | Piter Gysel            | Nicola Franceschina |
| 2007 | Nicola Rodigari     | Viktor Knoch           | Niels Kerstholt     |
| 2008 | Fabio Carta         | Nicola Rodigari        | Nicola Franceschina |
| 2009 | Haralds Silovs      | Nicola Rodigari        | Viktor Knoch        |
| 2010 | Nicola Rodigari     | Thibaut Fauconnet      | Niels Kerstholt     |
| 2011 | Sjinkie Knegt       | Ruslan Zacharov        | Haralds Silovs      |
| 2012 | Sjinkie Knegt       | Semën Elistratov       | Niels Kerstholt     |
| 2013 | Sjinkie Knegt       | Niels Kerstholt        | Yuri Confortola     |
| 2014 | Semën Elistratov    | Niels Kerstholt        | Freek van der Wart  |
| 2015 | Sjinkie Knegt       | Semën Elistratov       | Daan Breeuwsma      |
| 2016 | Semën Elistratov    | Shaolin Sándor Liu     | Freek Van der Wart  |
| 2017 | Semën Elistratov    | Shaoang Liu            | Vladislav Bykanov   |
| 2018 | Sjinkie Knegt       | Semën Elistratov       | Vladislav Bykanov   |
| 2019 | Shaolin Sándor Liu  | Shaoang Liu            | Semën Elistratov    |
| 2020 | Shaoang Liu         | Itzhak de Laat         | Vladislav Bykanov   |
| 2021 | Semën Elistratov    | Denis Ajrapetjan       | Sjinkie Knegt       |
| 2022 | Edizione cancellata | Edizione cancellata    | Edizione cancellata |
| 2023 | Jens van 't Wout    | Stijn Desmet           | Friso Emons         |
| 2024 | Pietro Sighel       | Friso Emons            | Itzhak de Laat      |
| 2025 | Jens van 't Wout    | Stijn Desmet Sven Roes | Non assegnato       |

## Medagliere complessivo
Aggiornato al 2025
| Pos.   | Paese       | Oro | Argento | Bronzo | Totale |
| ------ | ----------- | --- | ------- | ------ | ------ |
| 1      | Italia      | 11  | 8       | 9      | 28     |
| 2      | Paesi Bassi | 7   | 5       | 10     | 22     |
| 3      | Russia      | 4   | 5       | 1      | 10     |
| 4      | Ungheria    | 2   | 4       | 1      | 7      |
| 5      | Regno Unito | 1   | 2       | 0      | 3      |
| 5      | Francia     | 1   | 2       | 0      | 3      |
| 7      | Lettonia    | 1   | 0       | 1      | 2      |
| 8      | Germania    | 1   | 0       | 0      | 1      |
| 9      | Belgio      | 0   | 3       | 1      | 4      |
| 10     | Israele     | 0   | 0       | 3      | 3      |
| 11     | Svezia      | 0   | 0       | 1      | 1      |
| Totale | Totale      | 28  | 29      | 27     | 84     |